# Katedra we Freibergu
Katedra we Freibergu (niem. Freiberger Dom lub Der Dom St. Marien) – kościół ewangelicko-augsburski, położony w saksońskim Freibergu przy głównym placu miasta, Untermarkt (pol. Dolny Rynek). Zwyczajowo nazywany katedrą, choć nigdy nie był siedzibą biskupa.
Istniejący obecnie kościół powstał w latach 1484–1512 jako świątynia halowa, do której włączono zachowane resztki kościoła romańskiego – przęsła prezbiterium i partie transeptu.
Ozdobą katedry jest zachowany z czasów świątyni romańskiej imponujący, uskokowy portal zachodni zwany „Złote Wrota” (niem. „Die Goldene Pforte”) z ok. 1230, w XV w. wbudowany w jego południową ścianę.
Osobliwością katedry są dwie stojące obok siebie ambony.
We wschodniej partii katedry znajdują się grobowce książąt z rodu Wettynów.

## Historia

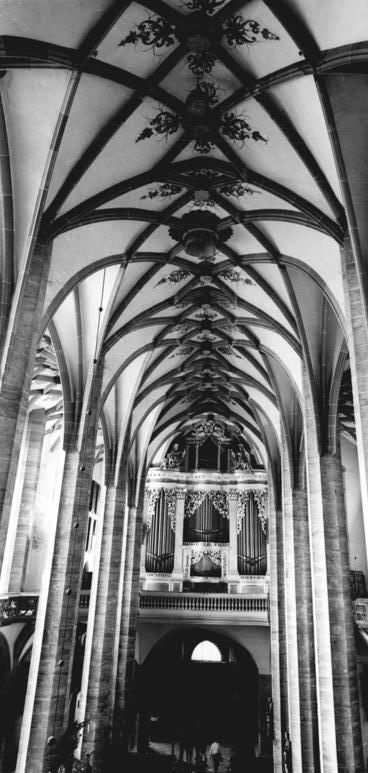
Nawa główna – widok na prospekt organowy

Około 1180 w młodym, szybko rozwijającym się dzięki wydobyciu rud srebra Freibergu powstała romańska bazylika pw. Najświętszej Maryi Panny (Unserer Lieben Frauen), która stała się kościołem parafialnym. Na jej wyposażeniu znalazł się późnoromański krucyfiks triumfalny (ok. 1225) i portal zachodni („Złote Wrota”; ok. 1230) dwa wybitne dzieła sztuki, zachowane do dzisiaj.
W 1480 papież Sykstus IV podniósł dotychczasowy kościół parafialny do rangi kolegiaty.
Kościół romański spłonął doszczętnie w wielkim pożarze miasta w 1484. Zachowały się jednak: krucyfiks triumfalny, portal zachodni oraz fragmenty prezbiterium.
Na tym samym miejscu rozpoczęto budowę nowego, trzynawowego, późnogotyckiego kościoła halowego nazywanego odtąd katedrą. Prace budowlane, które prowadzili od 1484 J. i B. Falkenwaldowie, dobiegły końca w 1512.
Gdy w mieście zapanowała w 1537 reformacja, dotychczasowa świątynia katolicka stała się ewangelicko-luterańską.
Warte uwagi jest istnienie w nawie środkowej dwóch ambon obok siebie. Obok zbudowanej w 1505 przez H.W. (kojarzone przez długi czas jako inicjały Hansa Wittena von Köln, później kwestionowane) tzw. ambony tulipanowej zbudowano drugą ambonę, zwaną amboną Bergmanna (1638).

## Architektura

### Portal „Złote Wrota”
„Złote Wrota” w katedrze we Freibergu to późnoromański, kamienny, powstały ok. 1230 portal zwieńczony łukiem półkolistym, znajdujący się w południowej ścianie katedry. Materiałem był piaskowiec z Tharandt w Saksonii. Rzeźby i wspaniale dekorowane kolumny umieszczone są naprzemiennie, tworząc w ten sposób rozbudowany węgar.
W celu ochrony portalu przed niekorzystnym wpływem otoczenia drezdeńska firma architektoniczna Schilling & Graebner zbudowała w latach 1902–1903 przedsionek, łączący formy gotyckie z nowoczesną wtedy secesją.
Złote Wrota to pierwszy kompletny niemiecki portal figuralny. Tympanon portalu przedstawia Matkę Boską Królową Świata w otoczeniu Trzech Króli, anioła i św. Józefa. Na węgarze znajdują się postacie ze Starego Testamentu, natomiast w czterech archiwoltach rzeźby przedstawiające Zbawienie i Sąd Ostateczny.
Kopie freiberskich „Złotych Wrót” znajdują się w Bostonie (USA, Massachusetts) i w Muzeum im. Puszkina w Moskwie (Rosja).
Portal „Złote Wrota” należy do głównych dzieł sztuki niemieckiej XIII w.

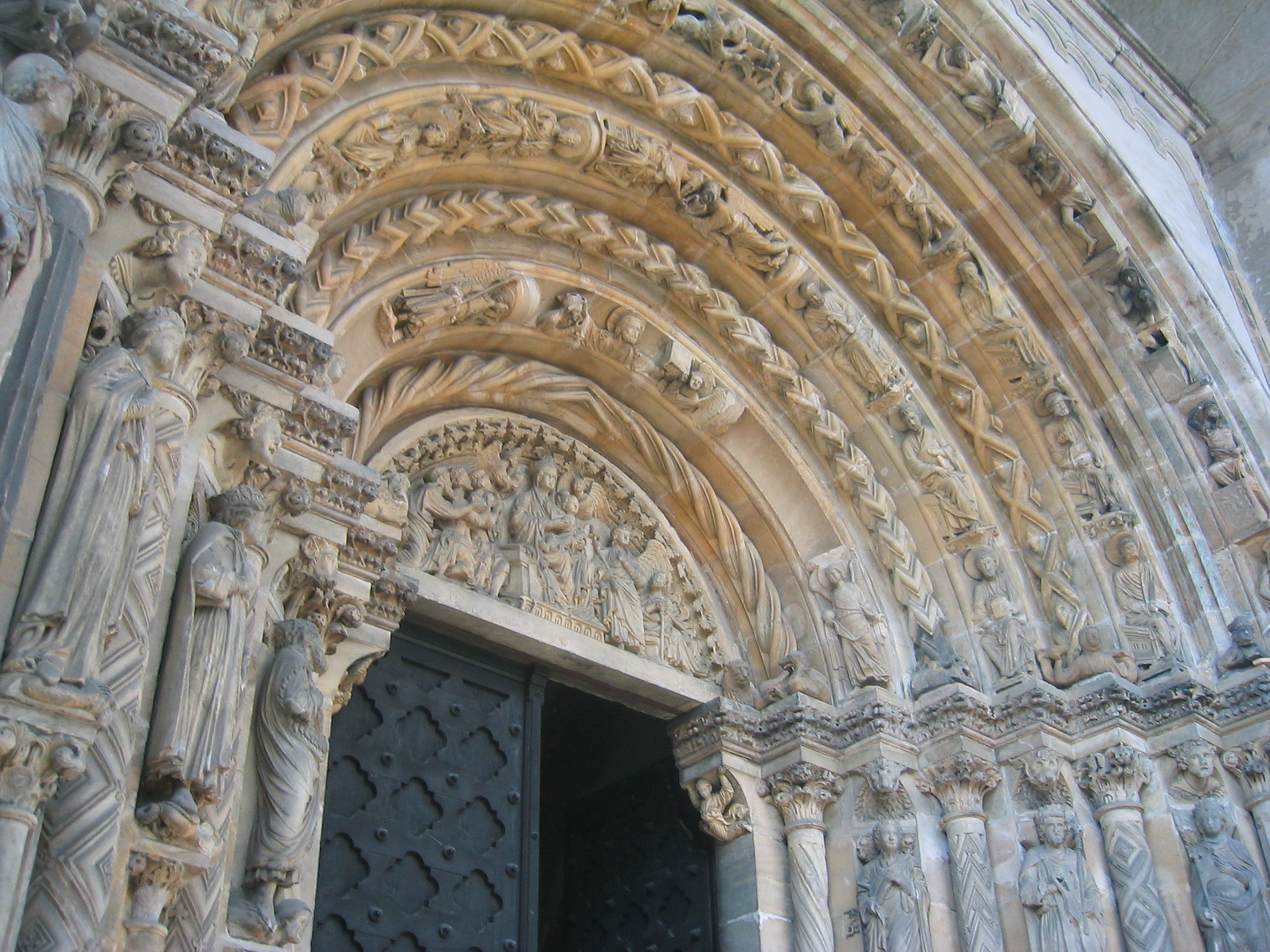
Portal „Złote Wrota”
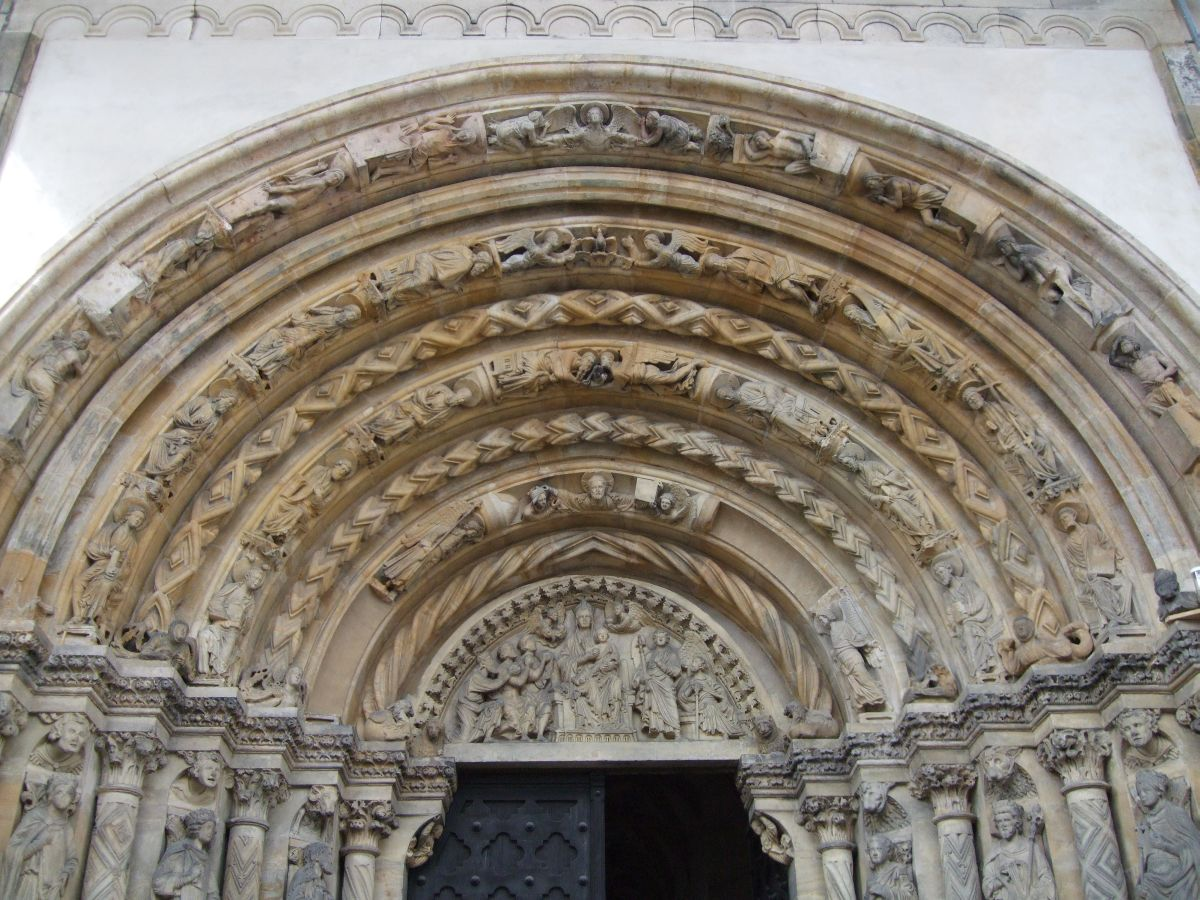
Tympanon i archiwolty portalu
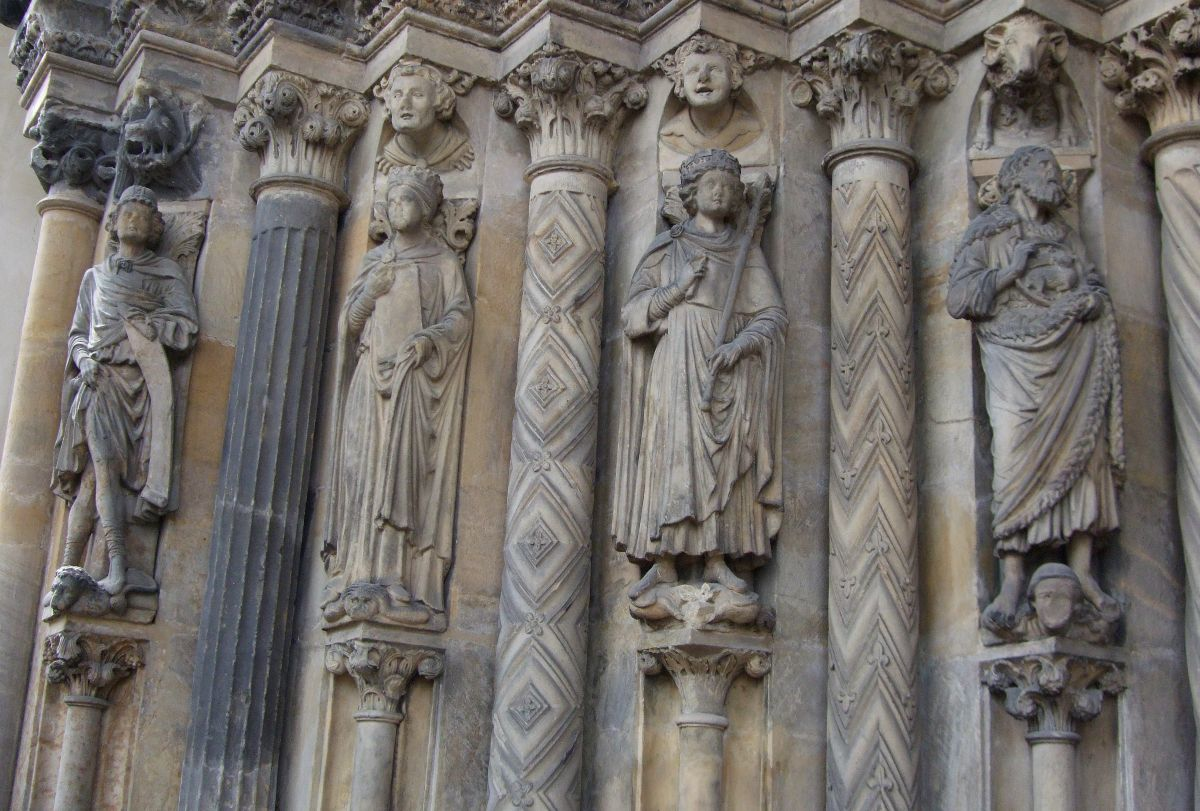
Figury w lewym węgarze; od lewej: Daniel, królowa Saby, Salomon i św. Jan Chrzciciel
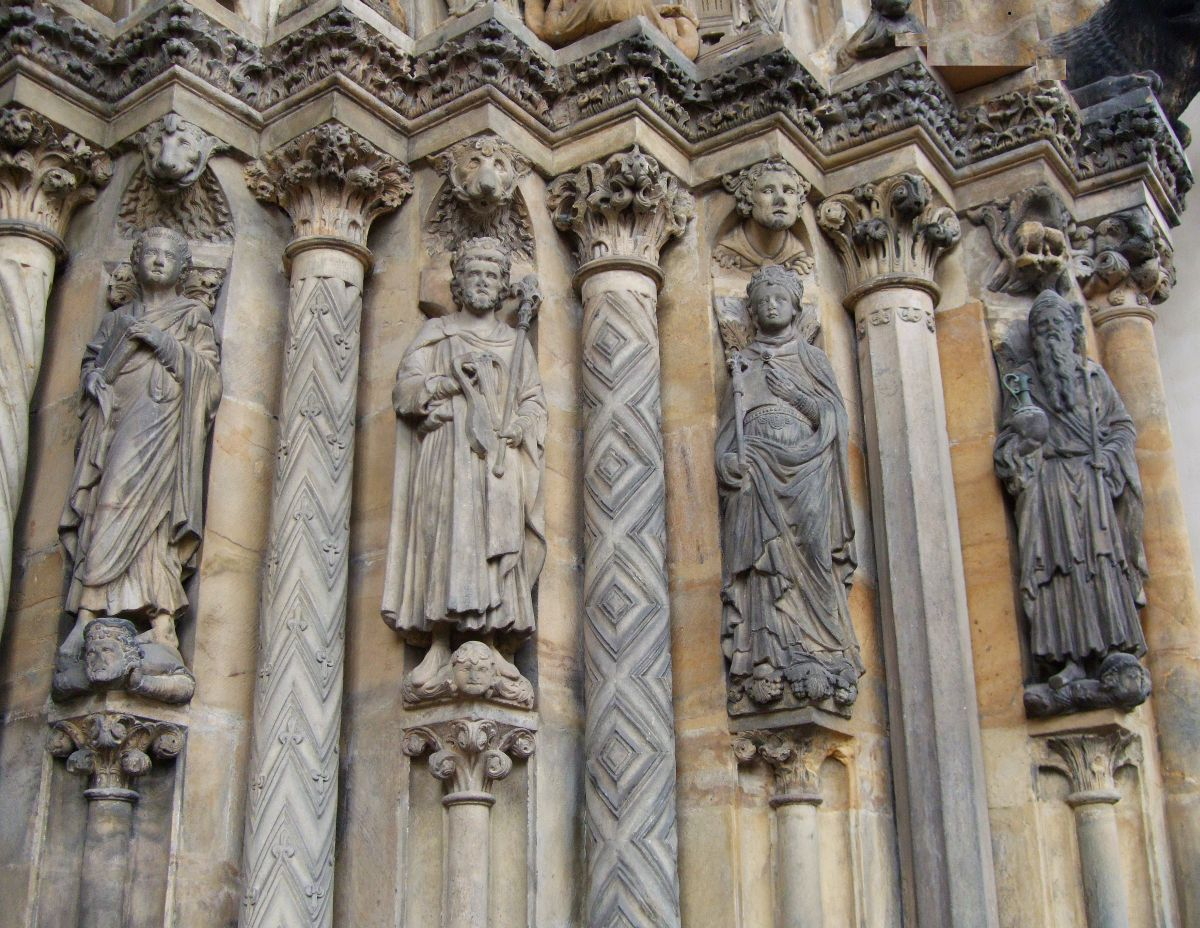
Figury w prawym węgarze; od lewej: św. Jan Ewangelista, Dawid, Batszeba i Aaron

## Wystrój wnętrza

### Prezbiterium i kaplica grobowa Wettynów

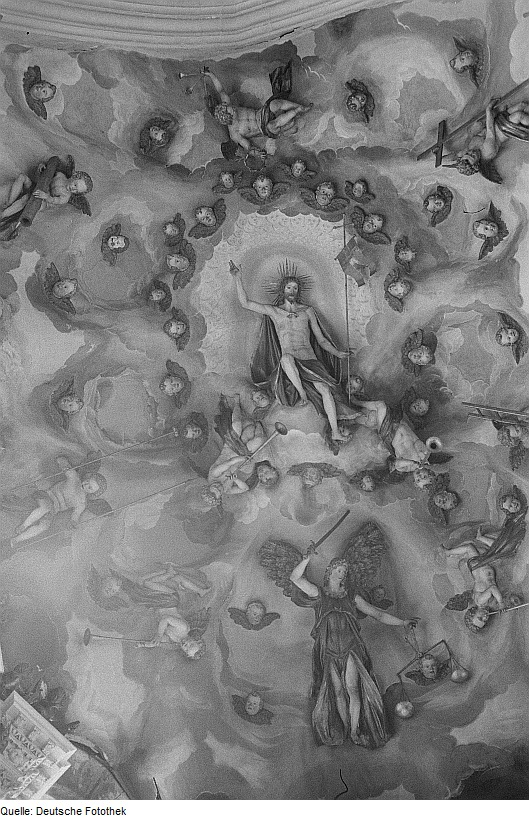
Dekoracja sklepienia w kaplicy grobowej

Prezbiterium było używane od 1541 jako miejsce pochówku 9 saksońskich książąt i ich krewnych. Zwyczaj ten zakończył się w 1697 wraz z przejściem księcia elektora Fryderyka Augusta I Wettyna na katolicyzm w związku z jego ubieganiem się o tron polski. Matka księcia i jej siostry: Zofia Saska i Wilhelmina Ernestyna z Palatynatu zostały pochowane w krypcie rodzinnej, znajdującej się w kaplicy Wszystkich Świętych. Dekorację rzeźbiarską dla ich grobowców wykonał między 1703 a 1712 drezdeński artysta Balthasar Permoser. Grobowce te pierwotnie znajdowały się w zamku Lichtenburg w Prettin, a do Freibergu zostały przeniesione w 1811. Pośród grobowców na uwagę zasługuje zwłaszcza potężny monument wystawiony na cześć księcia Maurycego Wettyna. Jego zasługą jest uzyskanie poprzez wierną służbę cesarzowi elektoratu dla Księstwa Saksonii. Sam książę również jest pochowany w katedrze. Poza tym do katedry przeniesiono szereg trumien Wettynów z drezdeńskiego kościoła św. Zofii, po tym jak w latach 50. XX w. postanowiono wyburzyć jego ruiny, będące efektem wojennych zniszczeń.
Posadzkę prezbiterium tworzą liczne, kunsztownie wykonane mosiężne płyty nagrobne. Płyta księżnej Katarzyny pochodzi z freiberskiej ludwisarni Wolfganga Hilligera, który we współpracy z innymi członkami tego ludwisarskiego rodu odlał przypuszczalnie również inne płyty nagrobne. Ścianę prezbiterium wypełnia duża ilość epitafiów i innych dzieł plastycznych. Wrażenie robi zwłaszcza malarsko-rzeźbiarska dekoracja w stylu włoskiego manieryzmu. Przejście pomiędzy dekoracją ścian a stropem wypełnia szereg rzeźb muzykujących aniołów, umieszczonych w zwieńczeniach epitafiów. Badania przeprowadzone podczas konserwacji wykazały, że w rękach muzykujących aniołów znajdują się oryginalne instrumenty z epoki renesansu lub ich wierne kopie. Dotychczas nie zachowały się żadne oryginalne instrumenty z tamtego okresu. Odkryte instrumenty zostały poddane badaniom w Lipsku, a następnie wiernie, z dbałością o detale, zrekonstruowane. Dzięki temu po raz pierwszy możliwe stało się usłyszenie i przeżycie typowego brzmienia instrumentów z tamtej epoki.
W katedrze są pochowani m.in.:
- książę Henryk Pobożny (1473–1541)
- Katharina von Mecklenburg (1487–1561) – (małżonka Henryka Pobożnego)
- Sidonie von Sachsen (1518–1575) – (córka Henryka Pobożnego, małżonka księcia Eryka II Młodszego)
- książę elektor Maurycy Wettyn (1521–1553)
- Albrecht von Sachsen (1545–1546) – (syn Maurycego Wettyna)
- książę elektor August Wettyn (1526–1586)
- Anna von Dänemark und Norwegen (1532–1585) – (małżonka Augusta Wettyna)
- Eleonore von Sachsen (1551–1553) – (córka Augusta Wettyna)
- Alexander von Sachsen (1554–1565) – (syn Augusta Wettyna)
- Magnus von Sachsen (1555–1558) – (syn Augusta Wettyna)
- Joachim von Sachsen (*/† 1557) – (syn Augusta Wettyna)
- Hektor von Sachsen (1558–1560) – (syn Augusta Wettyna)
- Marie von Sachsen (1562–1566) – (córka Augusta Wettyna)
- Amalie von Sachsen (*/† 1565) – (córka Augusta Wettyna)
- Anna von Sachsen (1567–1613) – (córka Augusta Wettyna)
- August von Sachsen (1569–1570) – (syn Augusta Wettyna)
- Adolf von Sachsen (1571–1572) – (syn Augusta Wettyna)
- Friedrich von Sachsen (1575–1577) – (syn Augusta Wettyna)
- książę elektor Krystian I Wettyn (1560–1591)
- Sophie von Brandenburg (1568–1622) – (małżonka Krystiana I Wettyna)
- Anna Sabina von Sachsen (zm. 1586) – (córka Krystiana I Wettyna)
- Elisabeth von Sachsen (1588–1589) – (córka Krystiana I Wettyna)
- August von Sachsen (1589–1615) – (syn Krystiana I Wettyna)
- Dorothea von Sachsen (1591−1617) – (córka Krystiana I Wettyna)
- książę elektor Christian II von Sachsen (1583–1611)
- Hedwig von Dänemark und Norwegen (1581−1641) – (małżonka Christiana II von Sachsen)
- książę elektor Jan Jerzy I Wettyn (1585–1656)
- Sibylla Elisabeth von Württemberg – (małżonka Jana Jerzego I Wettyna)
- Magdalena Sibylle von Preußen – (małżonka Jana Jerzego I Wettyna)
- Christian Albrecht von Sachsen (*/† 1612) – (syn Jana Jerzego I Wettyna)
- Heinrich von Sachsen (*/† 1622) – (syn Jana Jerzego I Wettyna)
- książę elektor Jan Jerzy II Wettyn (1613–1680)
- Magdalena Sybilla Hohenzollern-Bayeruth – (małżonka Jana Jerzego II Wettyna)
- Sibylla Marie von Sachsen (1642–1643) – (córka Jana Jerzego II Wettyna)
- książę elektor Jan Jerzy III Wettyn (1647–1691)
- Anna Zofia Oldenburg – (małżonka Jana Jerzego III Wettyna)
- Wilhelmina Ernestyna Oldenburg – (siostra Anny Zofii Oldenburg, małżonka księcia elektora Karola II Wittelsbacha)
- książę elektor Jan Jerzy IV Wettyn (1668–1694)
- Eleonora von Sachsen-Eisenach (1662–1696) – (córka księcia Jana Jerzego I von Sachsen-Eisenach, małżonka Jana Jerzego IV Wettyna)
- Sophie Hedwig von Schleswig-Holstein-Sonderburg-Glücksburg – (córka księcia Philippa von Schleswig-Holstein-Sonderburg-Glücksburg, małżonka księcia Moritza von Sachsen-Zeitz)
- Johann Philipp von Sachsen-Zeitz (1651−1652) – (syn księcia Moritza von Sachsen-Zeitz i Sophie Hedwig von Schleswig-Holstein-Sonderburg-Glücksburg)
- Moritz von Sachsen-Zeitz (1652−1653) – (syn księcia Moritza von Sachsen-Zeitz i Sophie Hedwig von Schleswig-Holstein-Sonderburg-Glücksburg)

### Ambony
Osobliwością katedry jest istnienie obok siebie dwóch ambon: tylnej, wolnostojącej tzw. ambony tulipanowej i przedniej – konwencjonalnej ambony Bergmanna z 1638.

#### Ambona tulipanowa

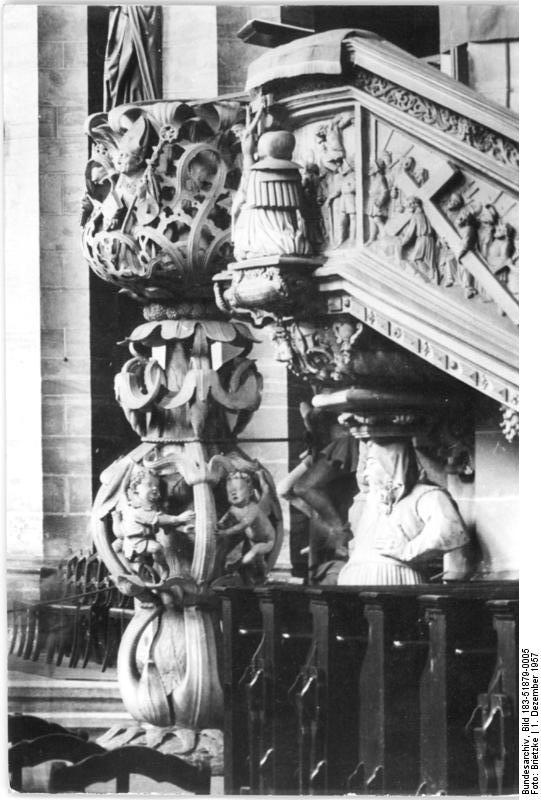
Ambona Bergmanna

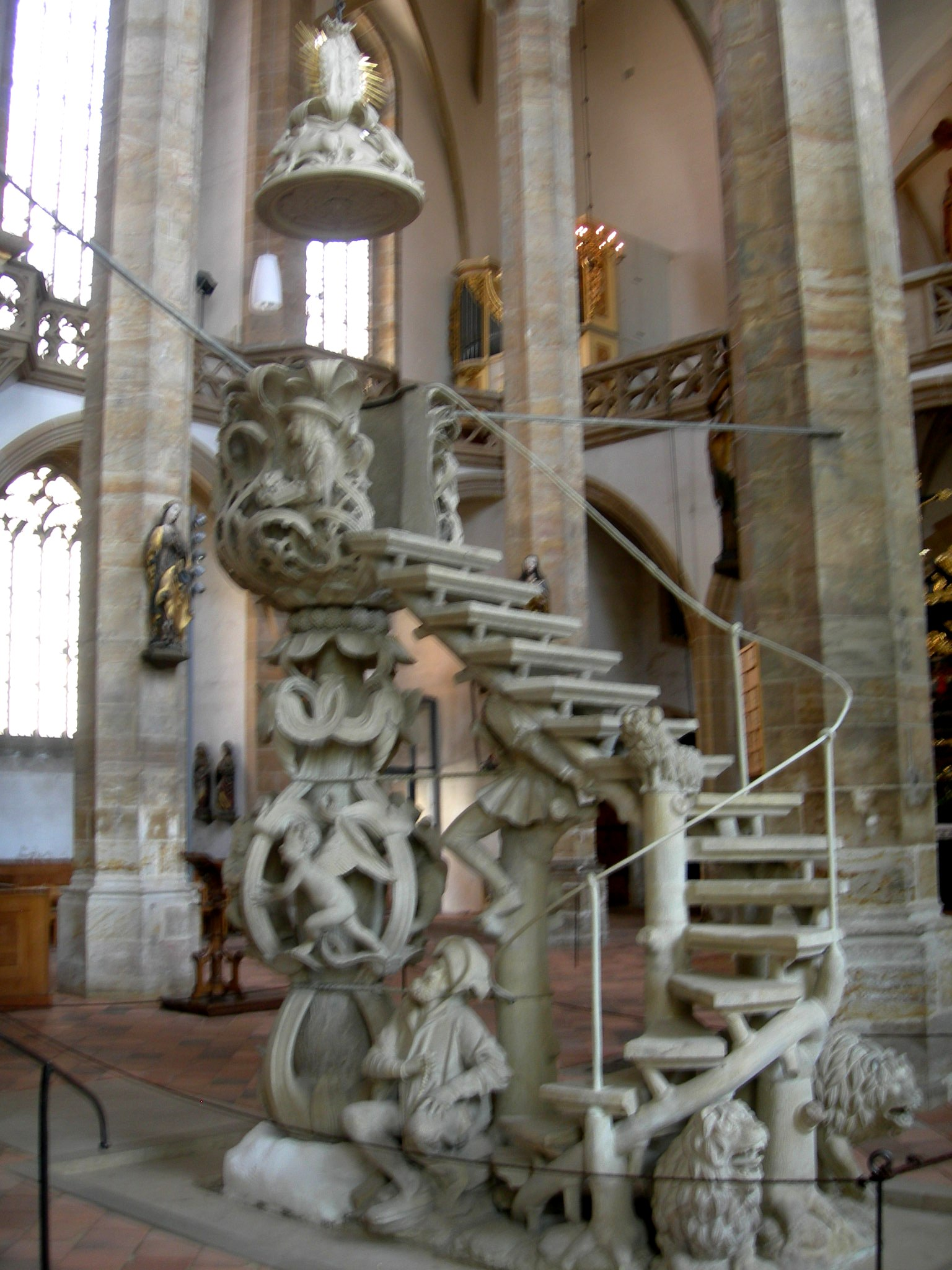
Ambona tulipanowa

Ambona tulipanowa należy do najbardziej znanych dzieł sztuki w katedrze.
Nazywana jest ona „wspaniałym, indywidualnym dziełem sztuki późnego gotyku”. Wykonanie tej podwyższonej kazalnicy przypisać można twórczości jednego z najwybitniejszych rzeźbiarzy tamtej epoki, Hansowi Wittenowi von Köln. Stanowi ona zarazem jego szczytowe osiągnięcie twórcze, jakkolwiek jego autorstwo było w późniejszych czasach kwestionowane. Ambona powstała prawdopodobnie pomiędzy 1505 a 1510. Nie jest ona oparta ani o ścianę ani o filar, lecz stanowi samodzielne dzieło sztuki stworzone z tufu wulkanicznego, wyrastające wprost z posadzki świątyni niczym kielich kwitnącego kwiatu wsparty na czterech łodygach. Łodygi te są dwukrotnie przywiązane poziomo sznurem do wewnętrznego trzonu. Pomiędzy wypukłymi łodygami umieszczone są figurki baraszkujących aniołków. Na powierzchni kielicha tworzącego kosz ambony ukazani są czterej Ojcowie Kościoła: św. Augustyn jako biskup, św. Grzegorz Wielki jako papież, św. Ambroży jako arcybiskup i św. Hieronim jako kardynał.
Misternie kręcone schody, prowadzące do kosza ambony, podparte są na kilku pniach drzew. Na rozgałęzieniu jednego z nich siedzi górnik, podpierający barkami schody. Dominującą figurą jest siedzący u podstawy ambony wytwornie ubrany mężczyzna. Towarzyszą mu lwy (być może symbolizujące proroka Daniela, patrona górników).
Ponad koszem ambony znajduje się drewniany daszek akustyczny zwieńczony Madonną bawiącą się z Dzieciątkiem.

### Organy

#### Wielkie organy Silbermanna

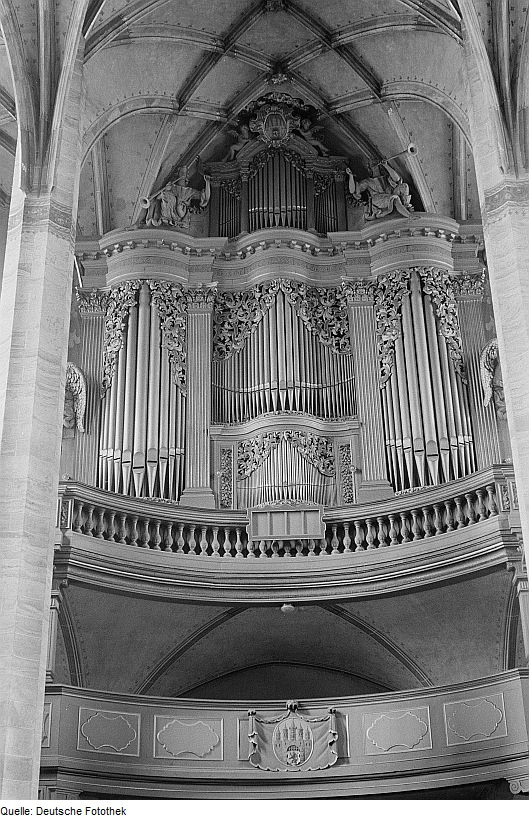
Wielkie organy Silbermanna (1952)

Wielkie, barokowe organy Silbermanna w katedrze freiberskiej należą do najcenniejszych historycznych instrumentów w skali Europy.
Budowa organów zbiegła się z początkiem działalności Gottfrieda Silbermanna w Saksonii. W 1710 otrzymał on zlecenie zbudowania organów w katedrze freiberskiej oraz pismo polecające od kantora kościoła św. Tomasza w Lipsku, Johanna Kuhnaua. Pierwotny projekt dyspozycji instrumentu zakładał 41 głosów podzielonych na 3 manuały (Hauptwerk, Brustwerk i Rückpostiv) oraz Pedał. Później Silbermann przerobił projekt: liczba głosów pozostała niezmieniona, ale Rückpositiv został zastąpiony przez Oberwerk. W oparciu o ten projekt sporządzono 8 października 1710 umowę dotyczącą zbudowania organów. Szafę organową zaprojektował Elias Linder (od 1711 organista katedralny) a zbudował stolarz Georg Lampertius. Johann Adam Goergi wyrzeźbił w drewnie dekoracje rzeźbiarskie.
13 i 14 sierpnia 1714 kantor Johann Kuhnau i organista dworski z Altenburga, Gottfried Ernst Bestel dokonali sprawdzenia gotowego instrumentu. Miał on w stosunku do projektu o trzy głosy więcej: w Oberwerku dodano głos Quintaden 16', w Brustwerku – Sufflöt 1', a w Pedale – Untersatz 32'+16'. W ten sposób liczba głosów w organach wyniosła 44. Głosy te i ówczesna dyspozycja zachowały się do dziś. Koszt budowy instrumentu wyniósł 4162 talarów.
W 1738 dokonano drobnych zmian w dyspozycji Oberwerku.
W latach 20. i 30. XX w. oraz w okresie między 1953 a 1985 dokonano kilkakrotnie przebudowy organów. Zmiany dotyczyły elementów konstrukcyjnych. W 1920 zamontowano elektryczny wentylator i duży miech pływakowy likwidując rozdział powietrza od manuałów i pedału, po czym na nowo zaintonowano instrument. W 1933 zbudowano na nowo głos Qvintadehn 8' w Oberwerku z powodu podejrzeń o zarazę cynową w piszczałkach dotychczasowego głosu i zmieniono strój instrumentu. W 1939 przerobiono głosy języczkowe. W 1953 zrekonstruowano zlikwidowany wcześniej rozdział powietrza i zamontowano dwufałdowy miech magazynowy. Strój instrumentu zmieniono na strój średniotonowy. W 1962 przy Oberwerku zamontowano mały miech pływakowy i zmieniono po raz kolejny strój organów.

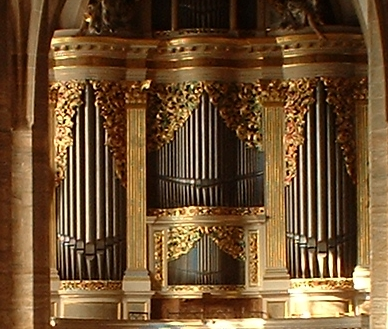
Wielkie organy Silbermanna (2004)

W latach 1981–1983 zakład organmistrzowski Jehmlich Orgelbau Dresden dokonał gruntownej restauracji organów. W efekcie poprawiono intonację instrumentu a ciśnienie powietrza zbliżono do pierwotnego. W latach późniejszych dokonywano jedynie drobnych napraw i wymiany części elektrycznych. Z biegiem lat instrument zaczął jednak wykazywać oznaki zużycia. Dodatkowe zagrożenie zaczęły stanowić dla niego: kurz, brud oraz statyczne usterki w obrębie sklepienia. Niezbędny stał się remont organów. Przed rozpoczęciem prac okazało się, że i sam budynek katedry w tej części, w której mieszczą się organy, wymaga niezbędnego remontu. Wystąpił poważny problem ze statycznością fasady zachodniej. Wadliwa konstrukcja więźby dachowej pomiędzy wieżami sprawiała, iż nacisk dachu na mury był zbyt duży. Na sklepieniu ponad organami pojawiły się duże rysy a żebra obluzowały się. Podjęto niezbędne działania zaradcze w celu usunięcia istniejących usterek.
Remont samych organów powierzono raz jeszcze zakładowi organmistrzowskiemu Jehmlich Orgelbau Dresden. Prace konserwatorskie i modernizacyjne trwały od listopada 2009 do czerwca 2010 i objęły wnętrze instrumentu, konstrukcję miechów, konserwację prospektu, oczyszczenie piszczałek i wiatrownic, przegląd i naprawę głosów. Na zakończenie remontu organy na nowo zaintonowano. Całkowity koszt ich remontu wyniósł ponad 170000 euro a pokryto go m.in. ze składek wiernych, funduszy regionalnego kościoła ewangelickiego i miasta Freiberg.
Wielkie organy Silbermanna mają 44 głosy, 2574 piszczałki podzielone na 3 manuały i pedał i następującą dyspozycję:
| I Brustwerk CD-c³                                                                                                 | II Hauptwerk CD-c³ | III Oberwerk CD-c³ | Pedal CD-c1 |
| Gedackt 8' Prinzipal 4' Rohrflöt 4' Nassat 3' Octava 2' Tertia 13/5′ Qvinta 11/2′ Sufflöt 1' Mixtur III Tremulant | Bordun 16' Principal 8' Viola di Gamba 8' Rorflöt 8' Octava 4' Qvinta 3' Sup. Oktav 2' Tertia 13/5′ Cornet V (od c1) Mixtur IV Zimbeln III Trompet 8' Clarin 4' Tremulant | Qvintadehn 16' Principal 8' Gedackt 8' Qvintadehn 8' Octava 4' Spitzflöt 4' Sup. Octav 2' Flaschflöt 1' Echo V (od c1) Mixtur III Zimbeln II Krumbhorn 8' Vox humana 8' Tremulant Dudnienie | Untersatz 32'+16' Princ. Baß 16' Sub Baß 16' Octav Baß 8' Octav Baß 4' Ped. Mixtur VI Posaun Baß 16' Tromp. Baß 8' Clar. Baß 4' |

- połączenia: III/II, I/II (łącznik szufladkowy)
- urządzenia pomocnicze: wentyle rejestrowe
- wiatrownica
- stół gry:
  - dźwignie rejestrów
- traktura:
  - traktura gry – mechaniczna.
  - traktura rejestrowa – mechaniczna.
- częstotliwość dźwięku: a¹= 476,3 Hz.

strój instrumentu stanowi kompromis pomiędzy zmodyfikowanym strojem średniotonowym a strojem równomiernie temperowanym.

#### Małe organy Silbermanna
Naprzeciwko wielkich znajdują się drugie, mniejsze organy, również zbudowane przez Silbermanna.
Organy te, stojące w lektorium zostały początkowo zbudowane dla kościoła św. Jana we Freibergu, a w katedrze znalazły się od stycznia 1939. Umowę w sprawie ich wykonania podpisano 11 kwietnia 1718. Instrument oddano do użytku przypuszczalnie w lipcu 1719. Szafę organową pomalował i ornamenty pozłocił w 1720 malarz Johann Christian Buzäus. Pierwotna wysokość tonu wynosiła 465 Hz.
W 1773 Adam Gottfried Oehm dokonał konserwacji organów. W 1857 Karl Traugott Stöckel z Dippoldiswalde oczyścił i naprawił instrument, dokonał też pierwszych zmian: nastroił organy w systemie równomiernie temperowanym, zbudował połączenie pedałowe i nową klawiaturę pedałową, a dotychczasowy miech wielofałdowy wymienił na miech skrzyniowy.
W 1938 instrument został zdemontowany, ponieważ padające przez rozbite okna deszcz i śnieg doprowadziły do jego uszkodzenia. Dzięki inicjatywie ówczesnego nadburmistrza Freibergu Wernera Hartensteina i katedralnego kantora Arthura Egera organy przeniesiono z kościoła św. Jana do katedry. Firma Eule z Budziszyna dokonała naprawy uszkodzonych części, a w styczniu 1939 ponownie zbudowała organy na ich obecnym miejscu, z lewej strony lektorium. Dokonano przy tym kolejnych zmian: przewieszono trakturę, wstawiono dźwięk Cis do klawiatury manuałowej i pedałowej, zbudowano od nowa dźwięki C i D, które umieszczono na dobudowanych zasuwach rejestrowych wiatrownicy po czym nastrojono organy według kamertonu. Zaprzestano używania miecha skrzyniowego Stöckela a zamiast niego zamontowano mniejszy miech w podeście organowym. W niszy za organami zamontowano dmuchawę elektryczną dla wytwarzania sprężonego powietrza. Od stycznia do maja 1997 zakład organmistrzowski Jehmlich Orgelbau z Drezna dokonał generalnego przeglądu instrumentu i naprawy jego uszkodzonych części.
Małe organy Silbermanna mają 14 głosów podzielonych na manuał i pedał i następującą dyspozycję:
| Manual C-c³ | Pedal C-c1                                 |
| Principal 8' Gedackt 8' Octava 4' Rohrflöte 4' Nasat 3' Octava 2' Qvinta 11/2′ Sufflet 1' Cornett 3fach (wyłącznik c1) Mixtur 3fach’ Cimbel 2fach | Subbaß 16' Posaunenbaß 16' Trompetenbaß 8' |

- cięgła rejestrowe: Tremulant, połączenie pedałowe

### Dzwony
Katedra ma obecnie zestaw sześciu dzwonów kościelnych, z których cztery pochodzą z freiberskiej ludwisarni Oswalda Hilligera. Dzwon Große Susanne należy do najważniejszych dzwonów swojej epoki w Niemczech. Również drugi z dzwonów został pierwotnie odlany w tej ludwisarni, ale z powodu pęknięcia musiał być w 1896 odlany ponownie w luwisarni Bierlinga w Dreźnie. Najmniejszy dzwon jest surogatem swego poprzednika z 1512 (Oswald Hilliger), który podczas II wojny światowej w ramach akcji Metallspende des deutschen Volkes został przetransportowany do Hamburga na cmentarzysko dzwonów (Glockenfriedhof) i już tam pozostał. Obecny zestaw dzwonów z powodu kombinacji 2 zwykłych dzwonów i 4 tzw. dzwonów cymbałowych stanowi jedyny w swoim rodzaju zespół dzwonny pośród dzwonów Saksonii.
| Nr. | Nazwa         | Rok odlania | Ludwisarnia, miejsce      | Średnica (m) | Waga (t) | Wysokość tonu (półton- 1/16) | Porządek dzwonienia                                                 |
| 1   | Große Susanne | 1488        | Oswald Hilliger, Freiberg | 1,902        | 4,220    | b0 +7                        | Główne święta (Boże Narodzenie, Wielkanoc, Zesłanie Ducha Świętego) |
| 2   | Lutherglocke  | 1896        | Albert Bierling, Dresden  | 1,268        | 1,170    | es1 +12                      | niedziele (oprócz postu), koncerty kościelne                        |
| 3   | Morgenglocke  | 1496        | Oswald Hilliger, Freiberg | 0,850        | 0,392    | c² +4                        | w południe                                                          |
| 4   | Kinderglocke  | 1496        | Oswald Hilliger, Freiberg | 0,764        | 0,280    | d² −1                        | wieczorem                                                           |
| 5   | Silberglocke  | 1496        | Oswald Hilliger, Freiberg | 0,652        | 0,196    | f² +2                        | rano                                                                |
| 6   | Taufglocke    | 1956        | Franz Schilling, Apolda   | 0,557        | 0,120    | g² ±0                        |                                                                     |

## Wspólnota parafialna
Katedra ciągle służy wspólnocie parafialnej do sprawowania nabożeństw. Codziennie można ją zwiedzać z przewodnikiem (oprowadzanie płatne).
Od lat 60. XX w. parafię łączą partnerskie stosunki z analogiczną wspólnotą w Verden (Aller).